# Jimmy Lin
Jimmy Lin Chih-Ying (cinese tradizionale: 林志穎; cinese semplificato: 林志颖; pinyin: Lín Zhì Yǐng; Taipei, 15 ottobre 1974) è un attore, cantante e pilota automobilistico taiwanese.

## Origini
Nato a Taipei, Taiwan, il 15 ottobre 1974, Lin è il secondo di cinque figli. Ha frequentato la scuola elementare Zhong Xiao e la scuola media Huai Sheng. All'età di 16 anni, mentre studiava Recitazione e fotografia alla scuola superiore Hwa Gang, fu notato da un manager dello spettacolo durante una recita scolastica. Inizialmente rifiutò l'offerta di entrare nel mondo dello spettacolo, tuttavia nel 1992, all'età di 17 anni, decise di pubblicare il suo primo album, Not Every Love Song has Fond Memories (不是每個戀曲都有美好回憶), che ottenne immediato successo. Lin divenne presto famoso in Asia e negli Stati Uniti, e gli fu dato il soprannome di "Piccolo Vortice". Egli fu l'artista più giovane a tenere un concerto all'Hong Kong Coliseum, a soli 18 anni, e nel 1999 fu il primo in assoluto a tenere un concerto nell'area della Fontana della Ricchezza, Suntec City, a Singapore. Fino ad ora, ha pubblicato 17 album tra studio, edizioni speciali e raccolte, e si è anche interessato alla carriera di attore, recitando in diversi film e serie televisive. Durante tutta la sua carriera, ha ricevuto diversi premi.
Lin ha goduto di enorme popolarità fino al 1994, quando ha dovuto prestare il servizio militare a partire da ottobre dello stesso anno. In un talk show del 2005, il cantante ha rivelato che la sua esperienza militare non è stata positiva, poiché a causa della sua fama subiva spesso bullismo dai cadetti più grandi. Lin ha servito la nazione come militare per due anni, ricevendo anche una medaglia per il comportamento eccellente, e nel 1996 è tornato alla carriera di cantante ed attore.

## Carriera
Dopo il suo ritorno dal servizio militare, Lin trovò il suo posto nel mondo dello spettacolo occupato dai nuovi esordienti. Nonostante le difficoltà del ritorno, Lin fondò la sua propria compagnia, la Jimmy Creative, e con essa pubblicò i suoi successivi cinque album, insieme all'etichetta discografica Forward. L'album più degno di nota di questo suo periodo è Scarecrow (稻草人), del 1999, contenente un singolo dallo stesso titolo.
Nel 1997, Lin decise di realizzare il sogno della sua vita, quello di diventare un pilota automobilistico. In quell'anno, durante una corsa, l'auto di Lin ha subito un incidente che è quasi costato la vita al suo pilota, sebbene egli se la sia cavata con qualche placca di metallo tuttora presente in un piede. Lin prese la decisione di continuare a migliorarsi, invece di abbandonare i tracciati automobilistici, ed è ad oggi uno dei 10 piloti migliori della Cina continentale. Nel 2005, egli ha firmato un contratto con la squadra Hong He, una delle più grandi in Cina, ed il suo allenatore è Ma Jun Kun. Il 3 ottobre dello stesso anno, Lin ha organizzato un evento chiamato Jimmy Cup, nel quale diverse celebrità di sesso maschile hanno avuto la possibilità di sfidarsi in pista. Lo scopo principale dell'evento era, oltre la promozione dell'amore per il mondo automobilistico, quello di aumentare nel pubblico la consapevolezza dei pericoli nelle strade di tutti i giorni.
Durante il suo primo periodo come pilota, Lin portò avanti la sua carriera nel mondo dello spettacolo concentrandosi soprattutto nella recitazione, ed apparendo nel film Going for a Walk del 2000. La produzione recente più degna di nota a cui egli ha partecipato è stata la serie televisiva Demi-Gods and Semi-Devils (天龙八部), nella quale ha interpretato il ruolo dell'erede della corona imperiale di Dali, Duan Yu.
Nonostante Lin non abbia pubblicato un suo album personale dal 2006 (l'ultimo in quell'anno è stato 挡不住我), egli continua a cantare sigle e canzoni per colonne sonore di film e serie televisive, oltre ad organizzare esibizioni dal vivo periodiche per vari eventi, mini-concerti, raccolte-fondi, festival e partecipazioni ad eventi di stato. Egli è stato una delle celebrità del terzo festival culturale in attesa delle Olimpiadi di Pechino 2008 (2005), dove fu annunciato ufficialmente il motto "Un mondo, un sogno" successivamente utilizzato durante i Giochi Olimpici.
Il 17 ottobre 2008 ha tenuto il suo primo concerto a Shanghai, in Cina, al quale hanno partecipato più di 25.000 fan accorsi per festeggiare, inoltre, il compleanno del cantante.
Oltre alle carriere parallele nel mondo automobilistico e nell'industria dello spettacolo, Lin si è dedicato anche ad un'impresa online insieme al fratello, costruendo una marca di accessori ed abbigliamento nominata JR (Jimmy Racing). Il brand vende ogni tipo di accessorio, da occhiali da sole a bikini. Nel 2005, Lin ha fondato anche la compagnia PingTzuo International Racing Sports Advisor a Zhuhai, in Cina, con il suo migliore amico Chen Wei Liang. Il 2006 ha visto la nascita di un suo ristorante, il Dream Family Cafe, situato nel centro commerciale Jing Hua Cheng di Taipei, oltre che l'apertura del negozio Roadstar a Taipei, che vende automobili sportive modificate.
Infine, Lin è diventato ambasciatore di diverse campagne promotrici dei giovani e del governo, non solo a Taiwan. Il 17 ottobre 2007 gli è stato consegnato, dal sindaco di San Francisco, il premio "Gioventù Prominente Internazionale". Egli è stato il primo cinese nella storia ad aver ricevuto tale premio, conferitogli soprattutto a causa di alcune raccolte-fondi da lui organizzate per promuovere l'istruzione scolastica, per il suo attivismo nelle campagne anti-droga e per le sue copiose partecipazioni ad eventi di beneficenza.

## Vita privata
Lin è stato fidanzato per alcuni anni con la cantante mandopop Ruby Lin, conosciuta sul set di Kang Yong Dang Jia. Successivamente si è fidanzato con la modella Kelly Chen, con la quale ha un figlio nato il 15 settembre 2009. Il 15 ottobre 2009, durante il suo compleanno, Lin ha dichiarato che la relazione dura da 5 anni.

## Discografia
- My Lucky Star (2007)
- Jimmy F1ght (2006)
- Best of Jimmy Lin (2004)
- Go for a walk (2000)
- Scarecrow (1999)
- Before dawn breaks (1998)
- I am still myself (1997)
- Men are easily deceived (1997)
- Expect (1996)
- Dream is ahead ā1995)
- Saying goodbye to yesterday (1994)
- Goodbye my friend (1994)
- Fiery Heart (1994)
- Thinking of You (1993)
- Why am i always hurt (1992)
- Summer Of '92 (1992)
- Not every love song has fond memories (1992)

## Filmografia
- Bian shen nannu (2012)

| Anno | Titolo                                                              | Ruolo                         | Note                                                                   |
| ---- | ------------------------------------------------------------------- | ----------------------------- | ---------------------------------------------------------------------- |
| 2009 | Shao Lin Si Chuan Qi 2                                              | Li Shi Min                    | Henan TV                                                               |
| 2008 | Live With Chivalry                                                  | John                          | Musical di Chivas                                                      |
| 2007 | My Lucky Star (Fang Yang De Xing Xing)                              | "Vernon" Zhong Tian Qi        | Serie televisiva della SETTV (Taiwan)                                  |
| 2004 | Liao Zhai: Xiao Cui                                                 | Wang Yuan Feng                | Serie televisiva                                                       |
| 2004 | Shu Jian Qing Xia Liu San Bian                                      | Liu San Bian                  | Serie televisiva                                                       |
| 2004 | Wolf                                                                | Assassino                     | Film - Taiwan                                                          |
| 2004 | The Love Winner                                                     |                               | Film - Hong Kong                                                       |
| 2003 | Demi-Gods and Semi-Devils (Tian Long Ba Bu)                         | Duan Yu                       | Serie televisiva                                                       |
| 2003 | Boxing Hero (Long Hu Ying Xiong)                                    | Dragon                        | Film - Hong Kong                                                       |
| 2002 | Secretly Loving You                                                 |                               | Serie televisiva - apparizione come ospite (negli episodi 27, 28 e 29) |
| 2002 | The Monkey King: Quest for the Sutra (Qi Tian Da Sheng Sun Wu Kong) | Na Ja                         | Serie televisiva                                                       |
| 2002 | The Legendary Siblings II (Jue Shi Shuang Jiao)                     | Jiang Fei Yu / Jiang Xiao Yu  | Serie televisiva                                                       |
| 2001 | Feng Chen Wu Die                                                    | Giornalista                   | Serie televisiva                                                       |
| 2001 | My Heart Will Go On                                                 | Bao Yi                        | Film - Cina                                                            |
| 2000 | Lotus Lantern (Bao Lian Deng)                                       | Liu Chen Xiang                | Serie televisiva                                                       |
| 2000 | The Master Swordsman (Lu Xiao Feng)                                 | Lu Xiao Feng                  | Serie televisiva                                                       |
| 1999 | The Legendary Siblings (Jue Dai Shuang Jiao)                        | Jiang Xiao Yu                 | Serie televisiva                                                       |
| 1999 | Red Word                                                            | Ah Hu                         | Film - Thailandia                                                      |
| 1999 | Ang Yee: Luuk chaai phan mangkawn                                   |                               | Film - Thailandia                                                      |
| 1998 | Chirvalous Legend                                                   | Liao Tian Ding                | Film - Taiwan                                                          |
| 1998 | Heavenly Legend                                                     | The Monkey King / Sun Wu Kong | Film - Hong Kong                                                       |
| 1995 | Forever Friends                                                     | Wizard                        | Film - Hong Kong                                                       |
| 1995 | School Days (Xue xiao ba wang)                                      | Xu Zhi Hao / Xiao Zhi         | Film - Hong Kong/Taiwan                                                |
| 1994 | Grandpa's Love (侄孙情)                                             | Jiang Xing Jian               | Film - Hong Kong                                                       |
| 1994 | No Sir 3 (Bao gao ban zhang 3)                                      | Lin Xiao Ying                 | Film - Hong Kong                                                       |
| 1993 | Shaolin Popeye (Xiao lin xiao zi)                                   | Pi Shi Ting / "Spinach"       | Film - Hong Kong                                                       |
| 1993 | Vampire Family (Yi wu shao ya gui)                                  | David Jen                     | Film - Hong Kong                                                       |
| 1993 | Boys are Easy (Zhui nan zi)                                         | Ching Siu Pei / Xiao Bei      | Film - Hong Kong                                                       |
| 1993 | End of the Road (Yi yu zhi mo lu ying xiong)                        | Ah Ding                       | Film - Taiwan                                                          |
| 1992 | Flying Dagger (Shen Jing Dao yu Fei Tian Mao)                       | Han Lin / Piccolo Pugnale     | Film - Hong Kong                                                       |
| 1992 | Butterfly and Sword (Xin liu xing hu die jian)                      | Principe Cha                  | Film - Hong Kong/Taiwan                                                |
| 1992 | To Miss With Love (Tao xue wai zhuan)                               | Lin Chi Yin                   | Film - Hong Kong                                                       |

## Premi
- 2006 "Canzone d'Oro" in Top Ten (per Show Me Your License); "Intrattenitore più Versatile" ai quarti Chinese Music Awards 2006, a Fuzhou
- 2003 Premio "Gioventù Prominente Internazionale"
- 1999 "Artista Maschile più Talentuoso"
- 1996 Premio "Idolo in Top Ten"
- 1994 "Miglior Album"
- 1993 Metro Radio Premio "Uomo più Bello" in Top Ten
- 1993 FM Select Premio di Bronzo
- 1993 HK Canzone per bambini in Top Ten (per Wild Chrysanthemum)
- 1993 HK Premio d'Oro "Cantante Mandarino più Hot"
- 1993 HK Premio d'Oro "Artista Esordiente più Popolare"
- 1993 HK Canzone cinese in Top Ten; Premio "Artista dal Futuro più Brillante"
- 1993 HK-CR Premio D'Oro
- 1993 HK Premio "Diffusione del Mandarino"
- 1993 HK Jade Solid Premio d'Oro "Canzone al Primo Posto"
- 1992 Premio "Idolo in Top Ten" di Taiwan
- 1992 Premio "Miglior Superstar Esordiente Taiwanese"
- 1992 Premio "Artista dal Futuro più Brillante di Taiwan"
- 1992 HK Premio "Mandarino più Hot"

## Record automobilistici
1997
- Settembre - Super Car Challenge Ferrari 348, terzo posto

1998
- Febbraio - 555 Taiwan Rally Race
- Marzo - Super Car Challenge Cup
- Agosto - Impreza Challenge Cup
- Novembre - WRC Australia Hyundai Rally Car, Lin ha ottenuto la Classe A della FIA International

1999
- Lin è diventato portavoce per il produttore di pneumatici GT Radial
- Febbraio - permanenza in Giappone per un corso intensivo di corse automobilistiche da parte di un famoso pilota giapponese
- Giugno - Super Car Challenge BMW, M3 terzo posto
- Agosto - Super Car BMW, M3 terzo posto

2000
- Maggio - Super Car Challenge, la BMW ha utilizzato la nuova auto da corsa M3, secondo posto, Lin ha superato il record di Taiwan LungTam BMW M3 per un solo giro
- Luglio - Super Car Challenge, BMW M3, secondo posto, Lin ha superato il record di Taiwan LungTam BMW M3 per un solo giro
- 7 agosto - Lin ha formato la ESSO Jimmy Racing Team and Racing Company
- Agosto - ZhuHai International Speedway Renault Spider Challenge, quarto e sesto round, gruppo B, primo posto
- Dicembre - Super Car Challenge, Lin ha superato il proprio record personale in LungTam Super Car per un solo giro
- Dicembre - Taiwan Oil year end Challenge, quarto tra tutti, Lin ha superato di nuovo il record di Taiwan LungTam BMW M3 per un solo giro, con 102.938 secondi.

2001
- Marzo - Impreza race, gruppo A, primo round, terzo posto
- Aprile - Super Car, primo round, auto da corsa M3, primo posto
- Giugno - Super Car, secondo round, auto da corsa M3, primo posto
- Agosto - China Formula International Race, primo posto
- Agosto - Super Car, terzo round, auto da corsa M3, primo posto
- Settembre - China Formula International Race, primo posto
- Ottobre - Super Car, quarto round, auto da corsa M3, primo posto. Lin è diventato Campione dell'Anno per aver vinto tutti e quattro i round. Detiene ancora tale record.
- Ottobre - China Formula International Race, primo posto

2002
- Marzo - Shanghai Rally Race

2003
- Lin ha stipulato un contratto con la Radial Tire Racing Team per due anni.
- Marzo - Shanghai Rally Race
- Giugno - Malaysia Formula Race
- Luglio - ChangChun Rally Race, ottavo posto
- Agosto - Beijing Rally Race
- Ottobre - Beijing Renault Formula Race
- Novembre - Macau Renault Formula Race, diciassettesimo posto su 25

2004
- Marzo - Shanghai Rally Race, nono posto
- Maggio - Beijing Rally Race, ritirato al decimo posto
- Giugno - Shanghai Renault Formula Race, ritirato dopo una collisione al settimo posto
- 22 giugno - Shanghai Renault Formula Race, settimo posto su 30
- Settembre - Shanghai Renault Formula Race, undicesimo posto su 30

2005
- Lin ha stipulato un contratto con la Honghe Rally Team, la più grande compagnia cinese di corse automibilistiche, per la somma stimata di 10 milioni di dollari taiwanesi
- Marzo - Shanghai Rally Race, settimo posto
- Maggio - ZhuHai Renault Formula Race, quinto posto su 31
- Settembre - LungYau Rally Race, quinto posto
- classificato ottavo tra tutti ai China Rally Championship 2005

2006
- 22 marzo - Lin ha fondato la squadra Jimmy Racing Team, di cui è il manager. Ha poi messo sotto contratto il pilota britannico Alister McRae, arrivato terzo al mondo nel 2003 e ventiseiesimo al mondo nel 2006. Gli altri due piloti nella squadra sono lo stesso Lin ed il settimo pilota nella classifica cinese. Lin si è classificato ottavo tra i piloti cinesi nel 2005. McRae è stato pagato 50.000 dollari a gara, per cinque gare all'anno.
- 26 marzo - La Jimmy Racing Team ha vinto il primo posto per la squadra ed il primo posto pilota nella Shanghai Rally Race.
- 27 novembre - La Jimmy Racing Team ha vinto il terzo posto al Campionato China Rally 2006.

2007
- Dal 15 giugno al 17 giugno - Ha corso per la squadra Mitsubishi Lancer Wan Yu Rally nel campionato cinese di rally a Pechino. La squadra ha vinto la gara, e la Mitsubishi ha vinto la Coppa Sponsor. Lin è arrivato al decimo posto su 71 piloti cinesi ed internazionali. Si è piazzato al quinto posto tra i piloti cinesi[1][2].
- 12 novembre - La Mitsubishi Lancer Rally Team ha vinto il gran campionato del China Rally Championship 2007. Lin ha partecipato solo alla Beijing Rally Race a giugno, per questo non è stato inserito nella classifica piloti.

2008
- Dal 15 marzo al 16 marzo - Ha guidato l'auto Radical SR3 al festival Frestech Pan Delta Super Racing - Corsa di primavera al Circuito Internazionale ZhuHai[3][4].

Primo round: primo posto

Secondo round: secondo posto
- Dal 21 giugno al 22 giugno - Corsa Tian Si Light Weight Sports Car Challenge - Corsa estiva al Circuito Internazionale ZhuHai. Lin ha guidato l'auto Radical SR3 ed ha ottenuto una doppia vittoria[5][6].

Primo round: primo posto, tempo 1:44.978

Secondo round: primo posto, tempo 17:41.700
- 26 ottobre - è stato formalmente introdotto nella squadra cinese di Formula 1 TianRong Powerboat Racing a Shenzhen, Cina. Si è allenato nel 2009 per ottenere la licenza per correre in Formula 1, prima di poter effettivamente fare qualche corsa con la squadra[7].

2009
- 1º marzo - Lin ha firmato un contratto con la squadra Guangxi Speedone Rally Racing Team, per la quale ha corso tre gare di rally nel 2009. La sua auto Mitsubishi EVO-10 da un milione di yuan è stata rivelata alla cerimonia della firma del contratto[8].
- 13-14 giugno - China Rally Championship a Naning, Nanchino. Dodicesimo posto nel gruppo N4 (internazionale) su 87 piloti partecipanti; settimo posto tra tutti i piloti cinesi in gara. Lin ha ottenuto un punto per Speedone[9].
- 9-10 luglio - China Rally Championship a Shanghai. Sesto posto tra tutti i piloti cinesi in gara nel gruppo N4 (internazionale). Lin ha vinto la coppa Speedone per il sesto posto, la sua prima coppa[10].
- 28-30 agosto - China Rally Championship a Fogang, nei dintorni di Canton. Ritirato dalla gara dopo che l'auto EVO-9 ha avuto problemi meccanici, durante il primo giorno della gara[11].
- 2 novembre - Race of Champions allo Stadio nazionale di Pechino. Secondo posto nella corsa delle celebrità[12].